# 清家栄一
清家 栄一（せいけ えいいち、1957年3月29日 - ）は、日本の俳優、演出家である。東京都出身。かつては、舞プロモーションに所属していた。その後、蜷川スタジオに所属。現在はJAMプロモーションに所属。
2023年、アメリカのフロリダ州で行われたSpooky Empire's Horror Film Festivalにて「湖の底から見る風景」でBest Actor賞を受賞。

## 来歴
高校2年の時、俳優を志して劇団に入団する。その後、鳩子の海や積木の箱などのドラマに出演していたが、19歳の時、オイディプス王の舞台で蜷川幸雄と出会って以来、蜷川幸雄の舞台を中心に出演するようになる。舞プロモーションに所属していたが、1984年に事務所を退所し、蜷川スタジオに入団。蜷川幸雄が演出していた舞台の最多出演数を誇る。
劇作家の清水邦夫が清家が作った芝居を見て、「トランシーバーの青年」役を当て書きしたエピソードがある。

## 出演

### 舞台
1976年
- オイディプス王(日生劇場) - コロス
- 三島由紀夫近代能楽集卒塔婆小町/弱法師（国立劇場小劇場） - 女

1978年
- 王女メディア（日生劇場） - コロス
- ハムレット（帝国劇場） - 劇中劇の王妃

1979年
- 近松心中物語（帝国劇場） - 九重太夫
- ノートルダム・ド・パリ（日生劇場） - 狂女
- ロミオとジュリエット（帝国劇場） - ロミオの友人

1980年
- NINAGAWAマクベス（日生劇場） - 魔女
- 元禄港歌（帝国劇場） - 若者

1981年
- 下谷万年町物語（PARCO西部劇場） - 座員
- 近松心中物語-それは恋（帝国劇場） - 九重太夫

1982年
- 近松心中物語-それは恋（御園座） - 九重太夫
- 南北恋物語-人はいとしや（帝国劇場） - 波之助

1983年
- 王女メディア（朝日座） - コロス
- 近松心中物語-それは恋（帝国劇場） - 九重太夫
- 近松心中物語-それは恋（朝日座） - 九重太夫
- 王女メディア（朝日座） - コロス

1984年　
- 王女メディア（花園神社） - コロス 役
- 元禄港歌-千年の恋の森（御園座、帝国劇場） - 若者
- 稽古場と言う名の劇場で上演される三人姉妹（ベニサンスタジオ） - トゥーゼンバッハ

1985年
- NINAGAWAマクベス（国立文楽劇場） - ドナルベーン
- 王女メディア（増上寺） - コロス 役
- 95㎏と97㎏のあいだ（ベニサン・ピット） - 帰ってきた劇団員
- 作品たち（パルコ・スペース・パート3） - エストラゴン
- 近松心中物語-それは恋（御園座） - 九重太夫

1986年
- 近松心中物語-それは恋（近鉄劇場） - 九重太夫
- オイディプス王（築地本願寺） - 報告者
- NINAGAWA少年少女鼓笛隊による血の婚礼（ベニサン・ピット） - トランシーバーの青年
- 貧民倶楽部（帝国劇場） - 男娼

1987年
- NINAGAWAマクベス（ロンドンナショナルシアター） - ドナルベーン
- 虹のバクテリア（ベニサン・ピット） - ムロイ
- なぜか青春時代（パルコ劇場） - 孤独なイタチたち
- ギプス（ベニサン・ピット）
- NINAGAWAマクベス（帝国劇場） - ドナルベーン

1988年
- ハムレット（スパイラルホール） - ギルデンスターン
- 仮名手本忠臣蔵（新神戸オリエンタル劇場） - 竹森喜多八

1989年
- NINAGAWAマクベス（静岡県護国神社） - ドナルベーン
- 王女メディア（新神戸オリエンタル劇場） - 伝令

1990年
- 卒塔婆小町（東京グローブ座、新神戸オリエンタル劇場） - 女

1991年
- １９９１待つ（ベニサン・ピット） - アンプを直す青年
- リア王（新神戸オリエンタル劇場、パナソニック・グローブ座） - エドマンド
- 仮名手本忠臣蔵（帝国劇場） - 斧定九郎

1992年
- 1992待つ（ベニサン・ピット）
- 夏の夜の夢 - 酒屋

1993年
- 1993待つ（ベニサン・ピット）
- ルネッサンス・スタジオ93公演「春」（東京芸術劇場小ホール） - こたつを盗まれた男
- 王女メディア - 伝令

1994年
- にごり江（近鉄劇場） - 男
- 夏の夜の夢（ベニサン・ピット） - 妖精
- 王女メディア - 伝令

1995年
- 近松心中物語-それは恋 - 九重太夫
- 夏の夜の夢（近鉄アート館） - 妖精
- 王女メディア（宮城県民会館） - 妖精

1996年
- 近松心中物語ーそれは恋（御園座） - 九重太夫
- 夏の夜の夢（パナソニック・グローブ座） - 妖精
- 1996待つ（ベニサン・ピット）

1997年
- NINAGAWAマクベス（近鉄劇場） - ドナルベーン
- 近松心中物語-それは恋 - 九重太夫
- 王女メディア - 伝令

1998年
- ハムレット - ローゼンクランツ
- 近松心中物語-それは恋（明治座） - 九重太夫
- 1998待つ（ベニサン・ピット）
- 王女メディア - 伝令
- NINAGAWAマクベス - ドナルベーン
- 元禄港歌-千年の恋の森（御園座） - 男
- にごり江（帝国劇場） - 男

1999年
- 近松心中物語-それは恋（御園座） - 九重太夫
- リチャード三世 - グレイ卿
- 元禄港歌-千年の恋の森 - 男
- 血の婚礼　ベニサン・ピット - 兄
- 王女メディア - 伝令

2000年
- 三人姉妹 - フェドーチク
- 夏の夜の夢 - 妖精
- テンペスト-佐渡の能舞台でのリハーサル - フランシスコ
- 近代能楽集 卒塔婆小町/弱法師 - 女 役
- 元禄港歌-千年の恋の森（リリア・メインホール） - 男

2001年
- 近松心中物語-それは恋（近鉄劇場） - 九重太夫
- 近代能楽集 卒塔婆小町/弱法師 - 女
- 2001待つ（カエルくん東京を救う）（ベニサン・ピット） - 片桐
- 四谷怪談（シアターコクーン） - 奥田庄三郎

2002年
- オイディプス王 - コロス
- 夏の夜の夢 - 妖精

2003年
- リチャード三世（日生劇場） - 殺し屋ティレル

2004年
- オイディプス王 - コロス
- お気に召すまま（彩の国さいたま芸術劇場大ホール） - ル・ヴォー
- ロミオとジュリエット（日生劇場） - エスカラス大公

2005年
- 近代能楽集 卒塔婆小町/弱法師 - 女
- 天保十二年のシェイクスピア - 手付

2006年
- 間違いの喜劇 - ドローミオ弟
- タイタス・アンドロニカス - センプローニアス

2007年
- コリオレイナス - 武将
- お気に召すまま - ル・ヴォー
- オセロー - 紳士

2008年
- リア王 - 家来
- わが魂は輝く水なり（シアターコクーン）
- 95㎏と97㎏のあいだ（彩の国さいたま芸術劇場大稽古場） - 行列の人
- 音楽劇 ガラスの仮面（彩の国さいたま芸術劇場大ホール） - 批評家
- から騒ぎ

2009年
- 冬物語
- さいたまゴールド・シアター「95㎏と97㎏のあいだ」（にしすがも創造舎） - 行列の人
- コースト・オブ・ユートピア-ユートピアの岸へ（シアターコクーン） - アーネスト・ジョーンズ

2010年
- ヘンリー六世
- ファウストの悲劇（シアターコクーン） - 善天使
- じゃじゃ馬馴らし - 未亡人

2011年
- 血の婚礼 - 兄
- アントニーとクレオパトラ - 臣下

2012年
- 下谷万年町物語（シアターコクーン） - 座員
- シンベリン
- 騒音歌舞伎（ロックミュージカル）ボクの四谷怪談

2013年
- 祈りと怪物 ウィルヴィルの三姉妹Ninagawa Version - 合唱隊
- ヘンリー四世 - 州長官
- ヴェニスの商人 - ランスロット・ゴボー

2014年
- 冬眠するクマに添い寝してごらん
- ロミオとジュリエット　彩の国さいたま芸術劇場小ホール - キャピュレット夫人
- 皆既食 - シャルル・クロス 役

2015年
- ハムレット - ギルデンスタン
- NINAGAWAマクベス(シアターコクーン) - 魔女

2016年
- 元禄港歌-千年の恋の森 - 男
- 尺には尺を - バーナーダイン

2017年
- 2017待つ　リハーサルマクベス - マクベス
- NINAGAWAマクベス - 魔女

2018年
- NINAGAWAマクベス - 魔女

2019年
- 授業 - 教授

2025年
- 煙が目にしみる[2]

### テレビドラマ
- 大河ドラマ
  - 国取り物語（1973年）
  - 風と雲と虹と（1976年） - 藤原師伊
  - 峠の群像（1982年） - 水上沢之助
- がんばれ!兄ちゃん（1973年） - 恋人
- 連続テレビ小説 / 鳩子の海（1974年） - 地平
- ライオン奥様劇場 / 積木の箱（1975年） - イチロー
- 事件ファイル110 甘ったれるな 第3話「初恋の人に会わせて」（1976年） - 安西昭夫
- ケンちゃんシリーズ / フルーツケンちゃん（1976年） - びっくりさん
- 大江戸捜査網 第364話「闇を裂く女賊の哀愁」（1978年）[3]
- 半七捕物帳 第4話「大坂屋花鳥」（1979年）[4]
- 手錠をかけろ! 第4話「入試問題殺人事件 山口・津和野」（1979年）
- 太陽にほえろ!
  - 第394話「鮫やんの受験戦争」（1980年）[5] - 飯田
  - 第546話「マミー刑事登場!」（1983年）[6] - 浜口信夫
  - 第606話「マミーの挑戦」（1984年）[7] - 陸サーファーの青年
- ただいま放課後（1980年）
- ウルトラマン80 第44話「激ファイト! 80VSウルトラセブン」（1981年） - 多田敏彦（サタン党リーダー）
- プロハンター 第23話「旅芸人の唄」（1981年）
- ザ・サスペンス / 十津川警部シリーズ 第5作「寝台特急『紀伊』殺人行　14号車に消えた美女」（1984年）[8] - 亀山駅駅員
- 特捜最前線
  - 第352話「赤い靴の女」（1984年）[9]
  - 第401話「盲導犬バロン号の追跡!」（1985年）[10]
- 好色一代男 世之介の愛して愛して物語（1986年）[11]

### 映画
- 男組 少年刑務所（1976年） - 阿部誠一
- ザ・ウーマン（1980年） - 瀬川幾之丞
- 魔性の夏　四谷怪談より（1981年） - 伊右衛門の友人
- 海よお前が（1981年） - 花魁
- さくらん（2007年） - 客
- 人間失格 太宰治と3人の女たち（2019年） - 文士
- 湖の底から見る風景（2022年） - 芥川寅之助

### 演出作品
- 親の顔が見たい（角筈区民ホール）(2017年）
- 不条理な世界でゴールドな人たちが・・・・（彩の国さいたま芸術劇場小ホール）（2017年）
- 宇野イサム短編集（角筈区民ホール）（2018年）
- 海と日傘（角筈区民ホール）（2018年）
- 傑作　牡丹燈籠（武蔵野芸能劇場）（2019年）
- 海と日傘（シアタグリーンBASE THEATER）（2019年）
- あの大鴉・さえも（彩の国さいたま芸術劇場小ホール）（2019年）
- 授業（彩の国さいたま芸術劇場小ホール）（2019年）